# قرص نسبوي
قرص نسبوي في النسبية العامة هو تعبير يشير إلى فئة من الحلول المتسقة ذاتيًا المتناظرة محوريًا لمعادلات أينشتاين للحقل المقابلة لحقل الجاذبية المتولد عن مصادر معزولة محورية.

## نبذة
لإيجاد مثل هذه الحلول يتعين على المرء أن يطرح بشكل صحيح ويحل المشكلة «الخارجية» معًا، وهي مشكلة قيمة حدية لمعادلات أينشتاين للمجال التي يحدد حلها المجال الخارجي، والمشكلة «الداخلية» التي يحدد حلها الهيكل والديناميكيات من مصدر المادة في مجال الجاذبية الخاص بها. يجب أن تفي الحلول المعقولة فيزيائيًا ببعض الشروط الإضافية مثل محدودية وإيجابية الكتلة ونوع المادة المعقول ماديًا والحجم الهندسي المحدود.